# To Violate the Oblivious
To Violate the Oblivious — четвёртый студийный альбом американской блэк-метал-группы Xasthur, выпущенный в июле 2004 года на лейбле Total Holocaust Records. В 2005 году альбом был пересведён и переиздан лейблом Moribund Records с одним бонус-треком. В том же году немецкий лейбл Perverted Taste выпустил альбом на виниле.

## Отзывы критиков
Рецензент Metal Storm пишет: «Вся атмосфера „To Violate the Oblivious“ настолько хрупкая и горькая одновременно, что душит слушателя через мелодии, отдающиеся эхом, через эти мучительные крики извне, через негативные эмоции, которые поднимаются всё выше и выше с течением композиций». В качестве лучших треков он отметил «зловещую „Xastur Within“, пустынную и хрупкую „Screaming At Forgotten Fears“ и бодрящую „Marked By Shadows“».

## Список композиций
| №                   | Название                              | Длительность |
| ------------------- | ------------------------------------- | ------------ |
| 1.                  | «Intro»                               | 2:06         |
| 2.                  | «Xastur Within»                       | 6:14         |
| 3.                  | «Dreams Blacker than Death»           | 5:24         |
| 4.                  | «Screaming at Forgotten Fears»        | 8:24         |
| 5.                  | «Consumed by a Dark Paranoia»         | 3:40         |
| 6.                  | «Marked by Shadows»                   | 6:43         |
| 7.                  | «Apparitional Void of Failure»        | 4:37         |
| 8.                  | «A Gate Through Bloodstained Mirrors» | 12:06        |
| 9.                  | «Walker of Dissonant Worlds»          | 5:40         |
| Общая длительность: | Общая длительность:                   | 53:34        |

## Участники записи
- Скотт «Malefic» Коннер — вокал, все инструменты